# نيكولاس وادادا
نيكولاس وادادا (بالإنجليزية: Nicholas Wadada)‏ (27 يوليو 1994 أوغندا - ) هو لاعب كرة قدم أوغندي، يلعب كمدافع، شارك في كأس الأمم الأفريقية 2017.

## وصلات خارجية
- نيكولاس وادادا على موقع قاعدة بيانات كرة القدم.إي يو (الإنجليزية)
- نيكولاس وادادا على موقع ناشيونال فوتبول تيمز (الإنجليزية)
- نيكولاس وادادا على موقع Soccerway.com (الإنجليزية)